# MK-duino

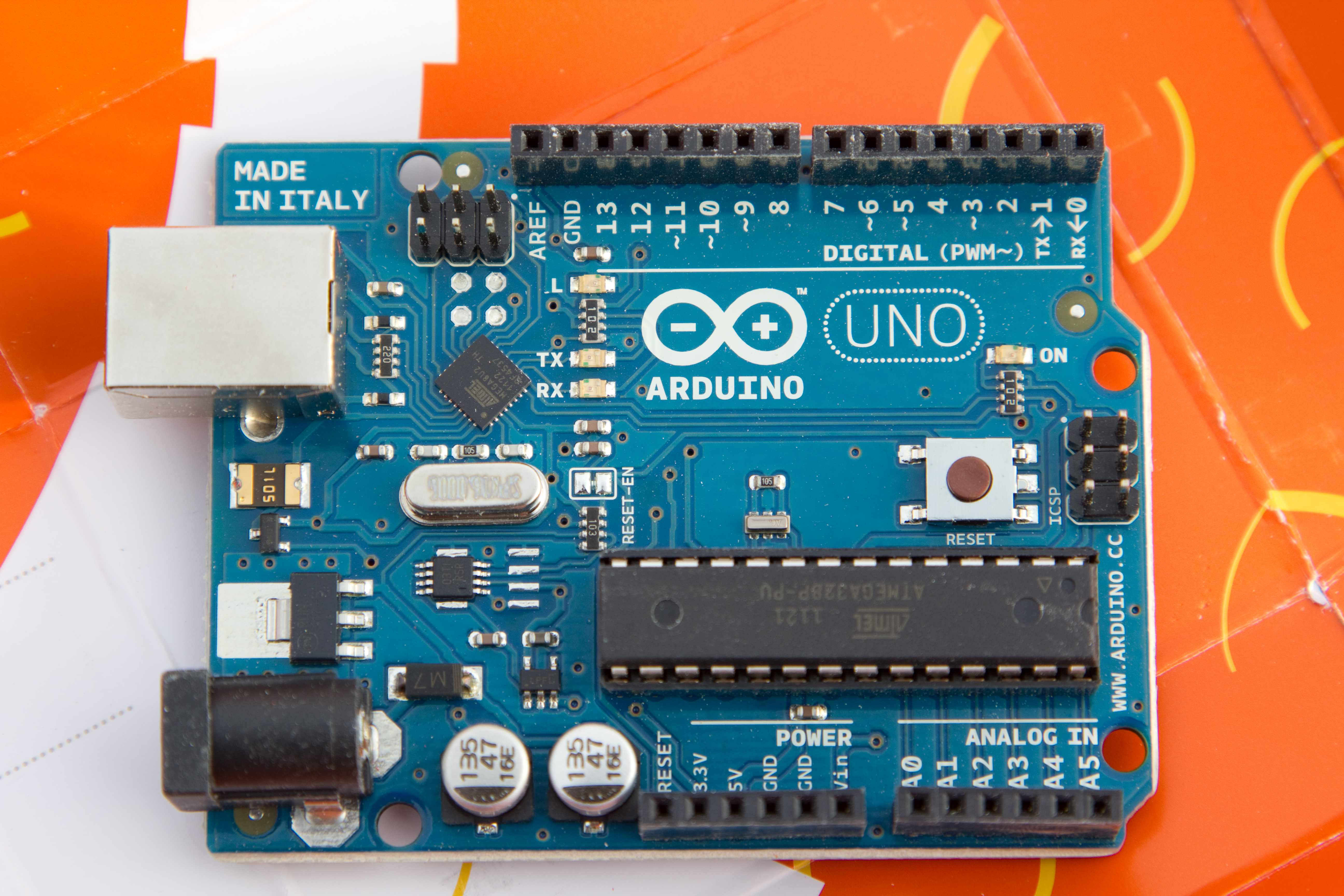
Arduino UNO

MK-duino — це один зі спрощених аналогів Arduino, а саме це просте програмоване ядро для самостійної розробки приладів на основі:
- мікропроцесора Atmega;
- програмного середовища Arduino;
- великої кількості готових приладів (таких як: управління двигунами, управління світлодіодами, управління РКІ, управління звуком, цифрових осцилографів, генераторів сигналів, роботів, маніпуляторів тощо);

## Відмінності від інших аналогів Arduino
Більшість аналогів Arduino виготовляються за новітніми технологіями з SMD-елементів, процесорів із планарними виводами (крок в яких близько 1 міліметру) та платами з двостороннім монтажем. Виготовити та випаяти такий прилад в домашніх умовах важко, а для початківця неможливо. MK-duino — це спрощений аналог, який можна виготовити в домашніх умовах, розроблено для студентів 2-3 курсів.
Робота з MK-duino доступна усім охочим, воно використовує середовище програмування Arduino. Тому працювати з цим приладом може кожен хто має вільний доступ до персонального комп'ютера та має базові знання програмування мікроконтролерів AVR.
Є велика кількість прикладів, які можна виконати на базі MK-duino. Це дозволяє з мінімальними затратами виготовити той чи інший прилад.
Корисне при виконанні курсових та дипломних робіт, дає можливість зобразити свій виріб в реальному житті.

## Недоліки середовища програмування Arduino
Середовище програмування Arduino є простим для новачків завдяки тому, що основні складнощі програмування сховані всередині програми. Але якщо користувач достатньо обізнаний — йому можуть бути потрібні приховані функції, ось тут і виникає проблема тому, що вони заховані дуже глибоко в кореневих теках і знайти їх важко.

## Конструкція
- Невелика монтажна плата
- Мікропроцесор (зазвичай Atmega8)
- Кварцовий резонатор
- Конденсатори
- Резистори
- Контур RS-232 або інтерфейсний кабель на USB-порт комп'ютера

## Чому MK?
Назва цієї розробки полягає в місці виготовлення. Він був виготовлений у Миколаєві (скорочено МК). А також MK-duino було розроблено викладачем ЧДУ ім. Петра Могили Кубовим Володимиром Ільічем та аспірантом Мухамедовим Євгеном Сергійовичем, тому перші літери їх прізвищ лягли в основу назви.